# Heidwiller
Heidwiller är en kommun i departementet Haut-Rhin i regionen Grand Est (tidigare regionen Alsace) i nordöstra Frankrike. Kommunen ligger i kantonen Altkirch som tillhör arrondissementet Altkirch. År 2022 hade Heidwiller 656 invånare.

## Befolkningsutveckling
Antalet invånare i kommunen Heidwiller
| Referens: INSEE |